# Herbert Hlubek
Herbert Hlubek (ur. 23 sierpnia 1929 w Borucinie, zm. 20 grudnia 2013 w Gliwicach) – polski ksiądz katolicki, wieloletni duszpasterz akademicki w Zabrzu i Gliwicach.

## Życiorys
W 1949 wstąpił do Wyższego Seminarium Duchownego w Nysie, święcenia kapłańskie przyjął 20 czerwca 1954 w Opolu. W latach 1954–1957 studiował filozofię na Akademii Teologii Katolickiej w Warszawie i pracował jako wikariusz w Parafii Wniebowzięcia Najświętszej Marii Panny w Niemodlinie. Odwołany przed końcem studiów, był przez rok proboszczem Parafii Wniebowzięcia Najświętszej Marii Panny w Raciborzu. Od 1958 pracował jako duszpasterz akademicki w Zabrzu, prowadząc duszpasterstwo studentów Śląskiej Akademii Medycznej. Równocześnie pełnił funkcję diecezjalnego duszpasterza akademickiego diecezji opolskiej. Od 1993 był diecezjalnym duszpasterzem diecezji gliwickiej, opiekował się studentami Politechniki Śląskiej, prowadził też Klub Inteligencji Katolickiej w Gliwicach. W 2001 został laureatem Nagrody im. ks. Józefa Tischnera za inicjatywy duszpasterskie.
Posiadał godność prałata, przed śmiercią mieszkał jako rezydent w Parafii Wszystkich Świętych w Gliwicach.